# Tag (rzeka)
Tag (łac. Tagus, hiszp. Tajo, wym. ˈtaxo; port. Tejo, wym. ˈtɛʒu) – rzeka w Hiszpanii i Portugalii, najdłuższa na Półwyspie Iberyjskim.
Źródła na wysokości 1593 m n.p.m. w Górach Iberyjskich na stokach Sierra de Albarracin w pasmie Montes Universales w Hiszpanii. Płynie w kierunku południowo-zachodnim przez Nową Kastylię, a następnie przez Estremadurę. Pod miastem Alcántara dociera do granicy z Portugalią, gdzie na odcinku kilkudziesięciu kilometrów stanowi granicę państwową. Koło miasta Abrantes skręca na południowy zachód i uchodzi do Atlantyku w formie estuarium w okolicach Lizbony. Na terenie Hiszpanii dorzecze Tagu otaczają od wschodu obficie zraszane, dosyć wysokie góry: Kastylijskie i Iberyjskie, a od południa Toledańskie.

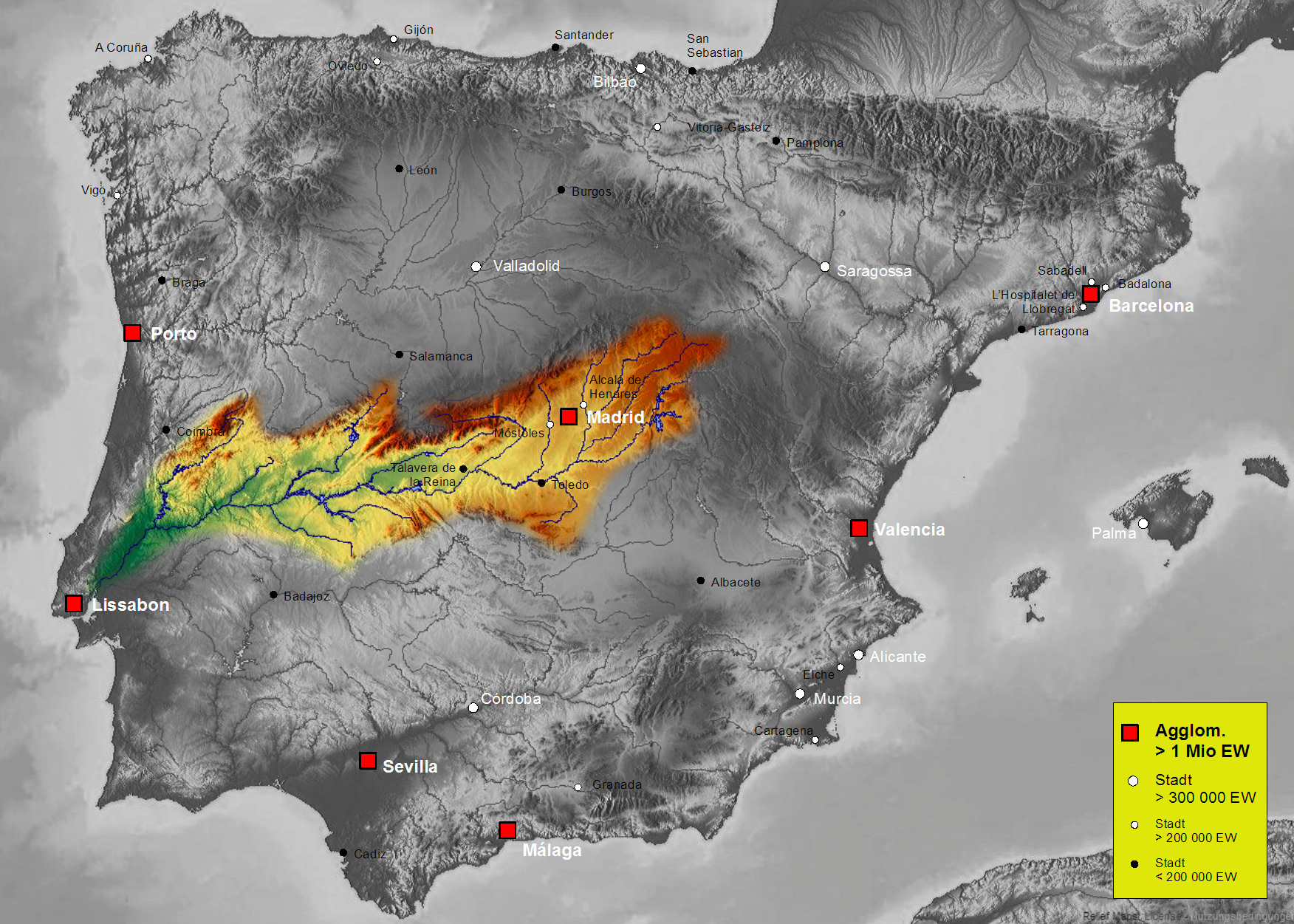
Dorzecze Tagu

Długość: 1007 km (145 km w Portugalii, 47 km jako rzeka graniczna)

Powierzchnia dorzecza: 80 629 km² (24 651 km² w Portugalii)

Średni przepływ roczny przy ujściu: 444 m3/s. Żeglowność na odcinku ok. 180 km.
Nad Tagiem leżą następujące miasta:
- Aranjuez
- Toledo
- Talavera de la Reina
- Cáceres
- Alcántara
- Abrantes
- Santarém
- Lizbona

Ważniejsze dopływy:
- prawe
  - Jarama
  - Guadarrama
  - Alberche
  - Alagón
  - Zêzere
- lewe
  - Guadiela
  - Salor